# Vltavská (metrostation)
Vltavská is een metrostation van de metro van Praag. Het station bevindt zich in de wijk Holešovice, aan de oever van de rivier de Moldau (Tsjechisch: Vltava), waarnaar het station ook genoemd is. Het station wordt aangedaan door metrolijn C.
Het metrostation werd geopend in november 1984.
Letňany · Prosek · Střížkov · Ládví · Kobylisy · Nádraží Holešovice · Vltavská · Florenc · Hlavní nádraží · Muzeum · I. P. Pavlova · Vyšehrad · Pražského povstání · Pankrác · Budějovická · Kačerov · Roztyly · Chodov · Opatov · Háje